# Souimanga de Mariqua
Cinnyris mariquensis
Espèce
Statut de conservation UICN

 LC  : Préoccupation mineure
Le Souimanga de Mariqua (Cinnyris mariquensis) est une espèce d’oiseaux de la famille des Nectariniidae.
Cet oiseau habite notamment les forêts d'acacia et lisières humides en Afrique australe et orientale.